# مدرسة الأسلحة والتكتيكات
مدرسة الأسلحة والتكتيكات هي مدرسة متقدمة جدا بقاعدة الظهران الجوية بالمنطقة الشرقية. حيث انها تدرس الطيارين للنهوض باسرابهم، ومن مهماتها ان تقوم بتعريف الطيار على الاسلحة المحمولة من قنابل وصواريخ وطلقات، وكذلك كيفية استغلال قدرات الطائرة لمقاتلة طائرات أخرى أي بمعنى دراسة مميزات ونقاط ضعف الطائرات المقابلة أو الطائرة التي يتم قيادتها وتعتبر المدرسة الوحيدة في الشرق الأوسط ومن أوائل المؤسسين لهذه المدرسة صاحب السمو الملكي الأمير سلطان بن سلمان بن عبدالعزيز.